# میکیل
میکیل (روسی: Микиль) یک منطقه مسکونی در قزاقستان است که در استان آتیراو واقع شده‌است.